# Flocon d'Ariège
Le flocon d'Ariège est une confiserie artisanale fabriquée à La Tour-du-Crieu près de Pamiers, en région Occitanie.

## Histoire
Inventé en 1985 par Claude Laurent, il s'agit d'un bonbon léger constitué de praliné noisette enrobé de meringue vanillée. Son créateur voulait ainsi doter l'Ariège de sa première confiserie spécifique, dont la blancheur immaculée est à l'image des cimes enneigées des Pyrénées.
Après le décès de son créateur, Gilles Cassignol a repris l'entreprise et est le seul fabricant avec deux assistants. La production est d'environ 4 000 flocons par jour.

## Description
C'est un bonbon tendre et léger constitué d'un cœur de pâte pralinée enrobé de meringue vanillée. Depuis la fabrication du pralin, les deux enrobages meringués, les périodes de séchage puis l'emballage, sa réalisation nécessite quatre jours. Les noisettes utilisées sont produites en Ariège.
Afin de séduire une clientèle toulousaine, une variante avec une meringue à la violette, la perle de violette, a été déclinée en 2013.
Une autre variante est disponible, avec une meringue au coquelicot, sous le nom flocons des champs.

## Conditionnement
Les flocons d'Ariège sont disponibles chez des artisans, des confiseurs, en épiceries fines ou en ligne en sachets translucides de 100 à 300 grammes, en ballotin ou en boîte hexagonale de 280 grammes. 